# Eleições europeias de 2009 no Porto

## Resultados Oficiais
| Partido                 | Partido                        | Votos   | %               | +/-   |
| ----------------------- | ------------------------------ | ------- | --------------- | ----- |
|                         | Partido Social Democrata       | 33 114  | 32,32 / 100,00  | -     |
|                         | Partido Socialista             | 27 366  | 26,71 / 100,00  | 17,16 |
|                         | Bloco de Esquerda              | 12 213  | 11,92 / 100,00  | 5,02  |
|                         | Coligação Democrática Unitária | 9 979   | 9,74 / 100,00   | 1,52  |
|                         | Partido Popular                | 9 491   | 9,26 / 100,00   | -     |
|                         | Movimento Esperança Portugal   | 2 556   | 2,49 / 100,00   | Novo  |
|                         | Outros                         | 2 664   | 2,61 / 100,00   |       |
| Votos Inválidos         | Votos Inválidos                | 5 077   | 4,95 / 100,00   | 1,62  |
| Total                   | Total                          | 102 460 | 100,00 / 100,00 |       |
| Eleitorado/Participação | Eleitorado/Participação        | 235 298 | 43,54 / 100,00  | 1,93  |

## Resultados por Freguesia
Os resultados seguintes referem-se aos partidos que obtiveram mais de 1,00% dos votos:
| Freguesia       | %     | %     | %     | %     | %     | %    | Votantes |
| Freguesia       | PSD   | PS    | BE    | CDU   | CDS   | MEP  | Votantes |
| --------------- | ----- | ----- | ----- | ----- | ----- | ---- | -------- |
| Aldoar          | 28,62 | 30,10 | 12,67 | 8,75  | 8,78  | 3,15 | 5 555    |
| Bonfim          | 35,17 | 24,29 | 12,01 | 9,81  | 9,07  | 2,28 | 11 050   |
| Campanhã        | 23,70 | 35,89 | 11,49 | 14,37 | 5,68  | 1,18 | 14 208   |
| Cedofeita       | 38,13 | 22,07 | 12,61 | 7,86  | 9,75  | 2,82 | 10 349   |
| Foz do Douro    | 38,10 | 21,70 | 9,46  | 5,75  | 13,95 | 4,27 | 5 457    |
| Lordelo do Ouro | 31,46 | 26,63 | 11,24 | 10,03 | 10,58 | 3,24 | 8 329    |
| Massarelos      | 33,57 | 24,39 | 11,86 | 10,14 | 9,41  | 2,91 | 3 304    |
| Miragaia        | 20,60 | 36,22 | 11,84 | 16,72 | 4,98  | 1,00 | 1 005    |
| Nevogilde       | 47,11 | 10,52 | 5,62  | 1,74  | 21,88 | 7,58 | 2 651    |
| Paranhos        | 32,39 | 25,50 | 13,44 | 9,40  | 8,81  | 1,96 | 19 468   |
| Ramalde         | 33,52 | 25,29 | 11,91 | 8,73  | 10,16 | 2,70 | 13 727   |
| Santo Ildefonso | 35,04 | 26,05 | 11,70 | 9,12  | 8,27  | 2,06 | 3 881    |
| São Nicolau     | 21,06 | 35,02 | 14,86 | 16,10 | 5,52  | 0,79 | 888      |
| Sé              | 21,13 | 43,58 | 10,34 | 13,50 | 4,74  | 0,53 | 1 519    |
| Vitória         | 26,66 | 33,40 | 12,91 | 11,79 | 4,68  | 1,12 | 1 069    |
| Porto           | 32,32 | 26,71 | 11,92 | 9,74  | 9,26  | 2,49 | 102 460  |

#### Aldoar
| Partido                 | Partido                        | Votos  | %               | +/-   |
| ----------------------- | ------------------------------ | ------ | --------------- | ----- |
|                         | Partido Socialista             | 1 672  | 30,10 / 100,00  | 17,98 |
|                         | Partido Social Democrata       | 1 590  | 28,62 / 100,00  | -     |
|                         | Bloco de Esquerda              | 704    | 12,67 / 100,00  | 4,84  |
|                         | Partido Popular                | 488    | 8,78 / 100,00   | -     |
|                         | Coligação Democrática Unitária | 486    | 8,75 / 100,00   | 0,93  |
|                         | Movimento Esperança Portugal   | 175    | 3,15 / 100,00   | Novo  |
|                         | Outros                         | 148    | 2,66 / 100,00   |       |
| Votos Inválidos         | Votos Inválidos                | 292    | 5,26 / 100,00   | 1,60  |
| Total                   | Total                          | 5 555  | 100,00 / 100,00 |       |
| Eleitorado/Participação | Eleitorado/Participação        | 11 576 | 47,99 / 100,00  | 2,68  |

#### Bonfim
| Partido                 | Partido                        | Votos  | %               | +/-   |
| ----------------------- | ------------------------------ | ------ | --------------- | ----- |
|                         | Partido Social Democrata       | 3 886  | 35,17 / 100,00  | -     |
|                         | Partido Socialista             | 2 684  | 24,29 / 100,00  | 15,87 |
|                         | Bloco de Esquerda              | 1 327  | 12,01 / 100,00  | 4,69  |
|                         | Coligação Democrática Unitária | 1 084  | 9,81 / 100,00   | 1,20  |
|                         | Partido Popular                | 1 002  | 9,07 / 100,00   | -     |
|                         | Movimento Esperança Portugal   | 252    | 2,28 / 100,00   | Novo  |
|                         | Outros                         | 277    | 2,50 / 100,00   |       |
| Votos Inválidos         | Votos Inválidos                | 538    | 4,87 / 100,00   | 1,56  |
| Total                   | Total                          | 11 050 | 100,00 / 100,00 |       |
| Eleitorado/Participação | Eleitorado/Participação        | 25 388 | 43,52 / 100,00  | 0,99  |

#### Campanhã
| Partido                 | Partido                        | Votos  | %               | +/-   |
| ----------------------- | ------------------------------ | ------ | --------------- | ----- |
|                         | Partido Socialista             | 5 099  | 35,89 / 100,00  | 18,81 |
|                         | Partido Social Democrata       | 3 368  | 23,70 / 100,00  | -     |
|                         | Coligação Democrática Unitária | 2 042  | 14,37 / 100,00  | 3,43  |
|                         | Bloco de Esquerda              | 1 632  | 11,49 / 100,00  | 6,83  |
|                         | Partido Popular                | 807    | 5,68 / 100,00   | -     |
|                         | PCTP/MRPP                      | 184    | 1,30 / 100,00   | 0,26  |
|                         | Movimento Esperança Portugal   | 168    | 1,18 / 100,00   | Novo  |
|                         | Outros                         | 231    | 1,64 / 100,00   |       |
| Votos Inválidos         | Votos Inválidos                | 677    | 4,76 / 100,00   | 1,61  |
| Total                   | Total                          | 14 208 | 100,00 / 100,00 |       |
| Eleitorado/Participação | Eleitorado/Participação        | 34 656 | 41,00 / 100,00  | 3,06  |

#### Cedofeita
| Partido                 | Partido                        | Votos  | %               | +/-   |
| ----------------------- | ------------------------------ | ------ | --------------- | ----- |
|                         | Partido Social Democrata       | 3 946  | 38,13 / 100,00  | -     |
|                         | Partido Socialista             | 2 284  | 22,07 / 100,00  | 14,36 |
|                         | Bloco de Esquerda              | 1 305  | 12,61 / 100,00  | 4,43  |
|                         | Partido Popular                | 1 009  | 9,75 / 100,00   | -     |
|                         | Coligação Democrática Unitária | 813    | 7,86 / 100,00   | 1,04  |
|                         | Movimento Esperança Portugal   | 292    | 2,82 / 100,00   | Novo  |
|                         | Outros                         | 220    | 2,13 / 100,00   |       |
| Votos Inválidos         | Votos Inválidos                | 480    | 4,64 / 100,00   | 0,99  |
| Total                   | Total                          | 10 349 | 100,00 / 100,00 |       |
| Eleitorado/Participação | Eleitorado/Participação        | 23 513 | 44,01 / 100,00  | 1,82  |

#### Foz do Douro
| Partido                 | Partido                        | Votos  | %               | +/-   |
| ----------------------- | ------------------------------ | ------ | --------------- | ----- |
|                         | Partido Social Democrata       | 2 079  | 38,10 / 100,00  | -     |
|                         | Partido Socialista             | 1 184  | 21,70 / 100,00  | 15,01 |
|                         | Partido Popular                | 761    | 13,95 / 100,00  | -     |
|                         | Bloco de Esquerda              | 516    | 9,46 / 100,00   | 3,05  |
|                         | Coligação Democrática Unitária | 314    | 5,75 / 100,00   | 0,17  |
|                         | Movimento Esperança Portugal   | 233    | 4,27 / 100,00   | Novo  |
|                         | Outros                         | 136    | 2,50 / 100,00   |       |
| Votos Inválidos         | Votos Inválidos                | 234    | 4,29 / 100,00   | 0,76  |
| Total                   | Total                          | 5 457  | 100,00 / 100,00 |       |
| Eleitorado/Participação | Eleitorado/Participação        | 10 728 | 50,87 / 100,00  | 0,72  |

#### Lordelo do Ouro
| Partido                 | Partido                        | Votos  | %               | +/-   |
| ----------------------- | ------------------------------ | ------ | --------------- | ----- |
|                         | Partido Social Democrata       | 2 620  | 31,46 / 100,00  | -     |
|                         | Partido Socialista             | 2 218  | 26,63 / 100,00  | 18,22 |
|                         | Bloco de Esquerda              | 936    | 11,24 / 100,00  | 4,15  |
|                         | Partido Popular                | 881    | 10,58 / 100,00  | -     |
|                         | Coligação Democrática Unitária | 835    | 10,03 / 100,00  | 1,69  |
|                         | Movimento Esperança Portugal   | 270    | 3,24 / 100,00   | Novo  |
|                         | Outros                         | 196    | 2,34 / 100,00   |       |
| Votos Inválidos         | Votos Inválidos                | 373    | 4,48 / 100,00   | 1,68  |
| Total                   | Total                          | 8 329  | 100,00 / 100,00 |       |
| Eleitorado/Participação | Eleitorado/Participação        | 19 215 | 43,35 / 100,00  | 3,13  |

#### Massarelos
| Partido                 | Partido                        | Votos | %               | +/-   |
| ----------------------- | ------------------------------ | ----- | --------------- | ----- |
|                         | Partido Social Democrata       | 1 109 | 33,57 / 100,00  | -     |
|                         | Partido Socialista             | 806   | 24,39 / 100,00  | 15,57 |
|                         | Bloco de Esquerda              | 392   | 11,86 / 100,00  | 3,53  |
|                         | Coligação Democrática Unitária | 335   | 10,14 / 100,00  | 1,59  |
|                         | Partido Popular                | 311   | 9,41 / 100,00   | -     |
|                         | Movimento Esperança Portugal   | 96    | 2,91 / 100,00   | Novo  |
|                         | Outros                         | 75    | 2,26 / 100,00   |       |
| Votos Inválidos         | Votos Inválidos                | 180   | 5,45 / 100,00   | 1,92  |
| Total                   | Total                          | 3 304 | 100,00 / 100,00 |       |
| Eleitorado/Participação | Eleitorado/Participação        | 7 014 | 47,11 / 100,00  | 2,33  |

#### Miragaia
| Partido                 | Partido                        | Votos | %               | +/-   |
| ----------------------- | ------------------------------ | ----- | --------------- | ----- |
|                         | Partido Socialista             | 364   | 36,22 / 100,00  | 18,54 |
|                         | Partido Social Democrata       | 207   | 20,60 / 100,00  | -     |
|                         | Coligação Democrática Unitária | 168   | 16,72 / 100,00  | 4,28  |
|                         | Bloco de Esquerda              | 119   | 11,84 / 100,00  | 5,95  |
|                         | Partido Popular                | 50    | 4,98 / 100,00   | -     |
|                         | PCTP/MRPP                      | 12    | 1,19 / 100,00   | 0,61  |
|                         | Movimento Esperança Portugal   | 10    | 1,00 / 100,00   | Novo  |
|                         | Outros                         | 18    | 1,80 / 100,00   |       |
| Votos Inválidos         | Votos Inválidos                | 57    | 5,67 / 100,00   | 2,62  |
| Total                   | Total                          | 1 005 | 100,00 / 100,00 |       |
| Eleitorado/Participação | Eleitorado/Participação        | 2 891 | 34,76 / 100,00  | 7,70  |

#### Nevogilde
| Partido                 | Partido                        | Votos | %               | +/-  |
| ----------------------- | ------------------------------ | ----- | --------------- | ---- |
|                         | Partido Social Democrata       | 1 249 | 47,11 / 100,00  | -    |
|                         | Partido Popular                | 580   | 21,88 / 100,00  | -    |
|                         | Partido Socialista             | 279   | 10,52 / 100,00  | 9,01 |
|                         | Movimento Esperança Portugal   | 201   | 7,58 / 100,00   | Novo |
|                         | Bloco de Esquerda              | 149   | 5,62 / 100,00   | 0,89 |
|                         | Coligação Democrática Unitária | 46    | 1,74 / 100,00   | 0,31 |
|                         | Outros                         | 42    | 1,58 / 100,00   |      |
| Votos Inválidos         | Votos Inválidos                | 105   | 3,96 / 100,00   | 0,50 |
| Total                   | Total                          | 2 651 | 100,00 / 100,00 |      |
| Eleitorado/Participação | Eleitorado/Participação        | 4 899 | 54,11 / 100,00  | 4,44 |

#### Paranhos
| Partido                 | Partido                        | Votos  | %               | +/-   |
| ----------------------- | ------------------------------ | ------ | --------------- | ----- |
|                         | Partido Social Democrata       | 6 306  | 32,39 / 100,00  | -     |
|                         | Partido Socialista             | 4 964  | 25,50 / 100,00  | 18,18 |
|                         | Bloco de Esquerda              | 2 617  | 13,44 / 100,00  | 6,01  |
|                         | Coligação Democrática Unitária | 1 830  | 9,40 / 100,00   | 1,64  |
|                         | Partido Popular                | 1 716  | 8,81 / 100,00   | -     |
|                         | Movimento Esperança Portugal   | 381    | 1,96 / 100,00   | Novo  |
|                         | Outros                         | 535    | 2,74 / 100,00   |       |
| Votos Inválidos         | Votos Inválidos                | 1 119  | 5,74 / 100,00   | 2,05  |
| Total                   | Total                          | 19 468 | 100,00 / 100,00 |       |
| Eleitorado/Participação | Eleitorado/Participação        | 42 774 | 45,51 / 100,00  | 2,24  |

#### Ramalde
| Partido                 | Partido                        | Votos  | %               | +/-   |
| ----------------------- | ------------------------------ | ------ | --------------- | ----- |
|                         | Partido Social Democrata       | 4 601  | 33,52 / 100,00  | -     |
|                         | Partido Socialista             | 3 471  | 25,29 / 100,00  | 17,16 |
|                         | Bloco de Esquerda              | 1 635  | 11,91 / 100,00  | 4,57  |
|                         | Partido Popular                | 1 394  | 10,16 / 100,00  | -     |
|                         | Coligação Democrática Unitária | 1 198  | 8,73 / 100,00   | 0,87  |
|                         | Movimento Esperança Portugal   | 371    | 2,70 / 100,00   | Novo  |
|                         | Outros                         | 356    | 2,59 / 100,00   |       |
| Votos Inválidos         | Votos Inválidos                | 701    | 5,10 / 100,00   | 2,08  |
| Total                   | Total                          | 13 727 | 100,00 / 100,00 |       |
| Eleitorado/Participação | Eleitorado/Participação        | 32 307 | 42,49 / 100,00  | 1,19  |

#### Santo Ildefonso
| Partido                 | Partido                        | Votos  | %               | +/-   |
| ----------------------- | ------------------------------ | ------ | --------------- | ----- |
|                         | Partido Social Democrata       | 1 360  | 35,04 / 100,00  | -     |
|                         | Partido Socialista             | 1 011  | 26,05 / 100,00  | 15,32 |
|                         | Bloco de Esquerda              | 454    | 11,70 / 100,00  | 4,02  |
|                         | Coligação Democrática Unitária | 354    | 9,12 / 100,00   | 1,48  |
|                         | Partido Popular                | 321    | 8,27 / 100,00   | -     |
|                         | Movimento Esperança Portugal   | 80     | 2,06 / 100,00   | Novo  |
|                         | Outros                         | 111    | 2,86 / 100,00   |       |
| Votos Inválidos         | Votos Inválidos                | 190    | 4,89 / 100,00   | 1,58  |
| Total                   | Total                          | 3 881  | 100,00 / 100,00 |       |
| Eleitorado/Participação | Eleitorado/Participação        | 10 367 | 37,44 / 100,00  | 1,46  |

#### São Nicolau
| Partido                 | Partido                        | Votos | %               | +/-   |
| ----------------------- | ------------------------------ | ----- | --------------- | ----- |
|                         | Partido Socialista             | 311   | 35,02 / 100,00  | 22,25 |
|                         | Partido Social Democrata       | 187   | 21,06 / 100,00  | -     |
|                         | Coligação Democrática Unitária | 143   | 16,10 / 100,00  | 4,92  |
|                         | Bloco de Esquerda              | 132   | 14,86 / 100,00  | 9,70  |
|                         | Partido Popular                | 49    | 5,52 / 100,00   | -     |
|                         | PCTP/MRPP                      | 16    | 1,80 / 100,00   | 0,85  |
|                         | Outros                         | 16    | 1,80 / 100,00   |       |
| Votos Inválidos         | Votos Inválidos                | 34    | 3,83 / 100,00   | 1,85  |
| Total                   | Total                          | 888   | 100,00 / 100,00 |       |
| Eleitorado/Participação | Eleitorado/Participação        | 2 635 | 33,70 / 100,00  | 6,47  |

#### Sé
| Partido                 | Partido                        | Votos | %               | +/-   |
| ----------------------- | ------------------------------ | ----- | --------------- | ----- |
|                         | Partido Socialista             | 662   | 43,58 / 100,00  | 16,77 |
|                         | Partido Social Democrata       | 321   | 21,13 / 100,00  | -     |
|                         | Coligação Democrática Unitária | 205   | 13,50 / 100,00  | 3,95  |
|                         | Bloco de Esquerda              | 157   | 10,34 / 100,00  | 6,18  |
|                         | Partido Popular                | 72    | 4,74 / 100,00   | -     |
|                         | Outros                         | 55    | 3,63 / 100,00   |       |
| Votos Inválidos         | Votos Inválidos                | 47    | 3,10 / 100,00   | 0,12  |
| Total                   | Total                          | 1 519 | 100,00 / 100,00 |       |
| Eleitorado/Participação | Eleitorado/Participação        | 4 517 | 33,63 / 100,00  | 2,72  |

#### Vitória
| Partido                 | Partido                        | Votos | %               | +/-   |
| ----------------------- | ------------------------------ | ----- | --------------- | ----- |
|                         | Partido Social Democrata       | 357   | 33,40 / 100,00  | -     |
|                         | Partido Socialista             | 285   | 26,66 / 100,00  | 24,19 |
|                         | Bloco de Esquerda              | 138   | 12,91 / 100,00  | 6,19  |
|                         | Coligação Democrática Unitária | 126   | 11,79 / 100,00  | 1,74  |
|                         | Partido Popular                | 50    | 4,68 / 100,00   | -     |
|                         | PCTP/MRPP                      | 18    | 1,68 / 100,00   | 0,75  |
|                         | Movimento Esperança Portugal   | 12    | 1,12 / 100,00   | Novo  |
|                         | Partido Popular Monárquico     | 12    | 1,12 / 100,00   | 0,66  |
|                         | Outros                         | 21    | 1,96 / 100,00   |       |
| Votos Inválidos         | Votos Inválidos                | 50    | 4,68 / 100,00   | 1,66  |
| Total                   | Total                          | 1 069 | 100,00 / 100,00 |       |
| Eleitorado/Participação | Eleitorado/Participação        | 2 818 | 37,93 / 100,00  | 2,75  |